# Sněhová koule

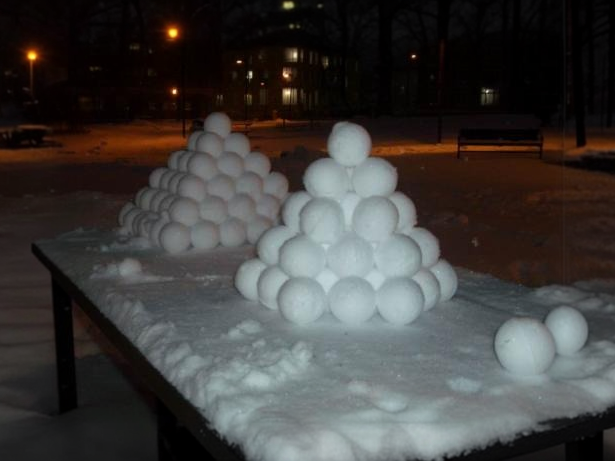
Sněhové koule.

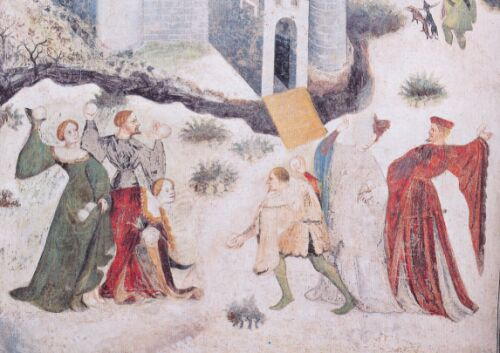
Středověký obrázek z Itálie ukazuje lidi se sněhovými koulemi

Sněhová koule je koule vytvořená ze sněhu nebo ledové tříště. Může být více typů: házecí, stavební a přirozeného původu.

## Házecí sněhová koule
Menší, házecí koule se vytváří tím, že se rukama s polozavřenými dlaněmi upěchuje sníh tak, že vznikne kompaktní sněhová hmota, která má přibližně tvar koule o průměru asi 8 až 14 cm. Sněhové koule se používají při různých hrách, např. při boji s jejich použitím jako střelivem – koulování. Při tvorbě sněhové koule je velmi důležitý tlak, jakým je sníh stlačován. Při malém tlaku vzniká lehká a jemná koule. Větší tlak způsobuje částečné tání sněhu, při kterém vzniká ledová kaše. Po uvolnění tlaku se kaše zpět mění v led. Výsledkem může být těžká a tvrdá ledová koule, ledovka, která může při koulování způsobit i vážné zranění. Proto bývá při koulování zakázáno ledovky vyrábět a používat.

## Stavební sněhová koule
Sněhová koule může být také velká koule sněhu, která vzniká válením menší a nabalováním sněhu čím dál větší koule po zasněžené ploše, kdy válením malé sněhové koule se postupně nabalují další a další vrstvy sněhu. S každou další převalením se koule dále zvětšuje. Při úmyslném válení takto vzniká materiál pro stavbu sochy sněhuláka nebo sněhových staveb, jako je iglú nebo sněhový hrad. Stavební sněhová koule může mít průměr asi půl až celý metr.

## Přirozená sněhová koule
Na svazích se také vytváří sněhové koule samovolně, kdy se kutálí z prudšího svahu. Tak se koule zvětšuje do někdy až mimořádně velkého a nebezpečného tělesa v pohybu, ohrožujícího lidi, živočichy nebo věci v údolí.

## Efekt sněhové koule
Princip postupného nalepování, samovolné nebo úmyslné zvětšování věcí a dějů nabalováním, rozšiřováním se označuje přeneseně jako efekt sněhové koule.